# Ludwig Pick
Ludwig Pick (ur. 31 sierpnia 1868 w Landsberg an der Warthe, zm. 3 lutego 1944 w KL Theresienstadt) – niemiecki lekarz patolog.

## Życiorys
Urodził się w Landsberg an der Warthe (obecnie Gorzów Wielkopolski) w 1868 roku jako najstarsze z siedmiorga dzieci przedsiębiorcy Hermanna Picka. Jego dziadkiem od strony matki był matematyk Arthur Schönflies.
Studiował medycynę na Uniwersytecie Ruprechta-Karola w Heidelbergu, Uniwersytecie w Lipsku, Uniwersytecie Fryderyka Wilhelma w Berlinie i Uniwersytecie Albertyna w Królewcu; znany był z doskonałej pamięci i uzdolnień matematycznych. W 1893 otrzymał tytuł doktora medycyny na Uniwersytecie w Lipsku, a następnie rozpoczął praktykować medycynę w prywatnej Klinice dla Kobiet Leopolda Landaua w Lipsku, gdzie pozostał do 1906 roku. W tym roku został dyrektorem wydziału anatomii patologicznej w szpitalu miejskim Friedrichshain-Berlin. W 1909 roku został profesorem tytularnym, w 1921 profesorem zwyczajnym. Po wybuchu II wojny został aresztowany przez narodowych socjalistów i zesłany do KL Theresienstadt, gdzie zmarł 3 lutego 1944 roku.
Ludwig Pick dokonał wielu odkryć na polu patologii, zwłaszcza chorób układu moczowo-płciowego. W 1912 roku wprowadził używany do dziś termin pheochromocytoma, odzwierciedlający reakcję chromafinową w komórkach guzów wywodzących się z rdzenia nadnerczy. Niezależnie od Alberta Niemanna opisał chorobę znaną dziś jako choroba Niemanna-Picka.

## Wybrane prace
- Ein Beitrag zur Aetiologie, Genese und Bedeutung der hyalinen Thrombose. Leipzig, 1893
- Ueber Zwerckfelldurchbohrungen durch das runde Magengeschwür. Zeitschrift für klinische Medizin (1894)
- Zur Symptomatologie und Prognose der Sarcome des Eierstocks. Centralblatt für Gynäkologie (1894)
- Ein neuer Typus des voluminösen paroophoralen Adenomyoms. Archiv für Gynäkologie 54 (1897)
- Zur Anatomie und Genese der doppelten Gebärmutter. Archiv für Gynäkologie (1897)
- Ueber Adenomyome des Epoohoron und Paroophoron (mesenephrische Adenomyome). Archiv für pathologische Anatomie und Physiologie und für klinische Medizin 156 (1899)
- Über das elastische Gewebe in der normalen und pathologisch veränderten Gebärmutter. Sammlung klinisher Vorträge, N. F., 283 (1900)
- Über Hyperemesis gravidarum. Sammlung klinisher Vorträge, N. F., 325-326 (1902)
- Niemann-Picksche (sphingomyelinose). Ergebnisse der inneren Medizin 29: 519 (1926)
- Über die lipoidzellige Splenohepatomegalie, Typus Niemann-Pick, als Stoffwechsel-Erkrankung. Medizinische Klinik 23: 1483 (1927)
- Die Skelettform des Morbus Gaucher. W: Veröff. Kriegs- und Konstit path Jena, 1927, volume 4, H. 17.
- Der Paratyphus. W: Handbuch der speziellen pathologischen Anatomie, 1928, volume 4, 2.
- Angeborene Knochentyphus. W: Handbuch der speziellen pathologischen Anatomie, Berlin, 1929, 9, 2.
- Niemann'Pick's disease and other forms of so-called xanthomatoses. American Journal of the Medical Sciences 185: 601 (1933)